# 2002年鐵路
此條目列出2002年發生有關鐵路運輸的事件。

## 事件

### 1月
- 1月7日：溫哥華架空列車千禧線通車。
- 1月：北京地鐵環線逐步改名為2號線。

### 2月
- 2月8日：新加坡地鐵東西線樟宜機場站啟用。

### 4月
- 4月1日：河東線廢除，加越能鐵道將高岡軌道線和新湊港線讓渡予萬葉線，北神急行電鐵由第一種鐵道事業者變成第二種，第三種鐵道事業者是神戶高速鐵道。
- 4月5日：丹佛輕軌C線（英语：C Line (RTD)）通車。
- 4月11日：京義線北延至都羅山站。
- 4月13日：畢爾包地鐵2號線（英语：Line 2 (Metro Bilbao)）通車。
- 4月14日：吉隆坡機場快鐵通車。
- 4月24日：布爾薩地鐵通車。

### 5月
- 5月：91／佩里斯谷線通車。
- 5月10日：大邱都市鐵道1號線延長至大谷站。
- 5月26日：和歌山港線不再停靠水軒站。

### 7月
- 7月1日：土佐黑潮鐵道阿佐線通車。

### 8月
- 8月1日：德國鐵路開通科隆－法蘭克福高速鐵路。
- 8月4日：油塘站啟用，觀塘綫不再過海，改以該站為臨時終點站，過海部分由新設的將軍澳綫取代。
- 8月8日：上海地鐵明珠線改名為上海地鐵3號線。
- 8月18日：將軍澳綫通車至寶琳站，觀塘綫延長至調景嶺站。

### 9月
- 9月28日：北京地鐵13號線通車，來往西直門站至霍營站。

### 10月
- 10月4日：臺鐵增設大橋車站。
- 10月19日：哥本哈根地鐵1號線、2號線通車。
- 10月27日：芝山鐵道線開業。
- 10月31日：台北鐵路地下化專案南隧道延長至板橋車站。

### 11月
- 11月2日：都營地下鐵大江戶線與百合鷗東京臨海新交通臨海線都開始停靠汐留站。
- 11月8日：大連地鐵3號線開始試營運。
- 11月22日：多倫多公車局開通雪柏線，來往雪柏-央街站至當妙斯站[1]。

### 12月
- 12月1日：東北新幹線延長至八戶站，並行在來線交由IGR岩手銀河鐵道及青森鐵道營運。同時，臨海線延長至大崎站。
- 12月14日：莫斯科地鐵索科利尼基線麻雀山站在重建18年後重新開放。
- 12月15日：HSL 2通車。
- 12月25日：德里地鐵第一條路線通車[2]。
- 12月29日：廣州地鐵2號線通車。
- 12月31日：上海磁浮示範運營線通車。